# Bep Bakhuys
Elisa Hendrik "Beb" Bakhuys (nació el 16 de abril de 1909 y falleció el 7 de julio de 1982) fue un futbolista y entrenador neerlandés.

## Trayectoria
Anotó 28 goles en los 23 partidos que disputó con la Selección de fútbol de los Países Bajos. Representó a su país en la Copa Mundial de Fútbol de 1934 y llegó a ser el segundo jugador neerlandés en jugar fuera de su país, en Francia.